# Reino de Wala
O Reino de Wala foi um estado onde hoje se localiza Gana, baseado em torno de Wa. De acordo com algumas tradições, ele tinha um imã tão cedo qunto em 1317.
N início da década de 1890, Wala estava em grande parte ao oeste da Rio Kulpawn. O seu limite ocidental era o Volta Negro. A parte nordeste do território estava em Dasima, e o canto sudoeste estava em Tantama.
Em 1894, uma rebelião ocorreu na parte norte do Reino de Wala e esta área se separou em um reino independente.